# Comuna Pietrari, Vâlcea
Pietrari este o comună în județul Vâlcea, Oltenia, România, formată din satele Pietrarii de Sus și Pietrari (reședința).

## Istorie
Străveche așezare de moșneni, comunitatea umană are origini îndepărtate pe teritoriul localității. Urme materiale ale culturilor neolitice au fost identificate întâmplător cu ocazia unor săpături în cătunul Ogrăzi. Au fost scoase la iveală fragmente ceramice, topoare din piatră și bronz și urme de construcții în care materialul predominant era piatra. ( din “Buridava – Studii și materiale nr. 4/1982”, pag. 261)
O altă descoperire întâmplătoare s-a făcut în satul Pietrari de Sus când la data de 26 aprilie 1902 mai mulți localnici au găsit în timpul lucrărilor agricole în punctul Tobulești un tezaur de monede geto-dace depozitat într-un vas de lut. S-au putut recupera numai 44 tetradrahme de tip Aninoasa-Dobulești care se păstrează la Institutul de Arheologie din Bucuresti. ( din “Studii vâlcene nr. V/1982”, pag. 34)
Anul 1536 rămâne anul atestării documentare a satului Pietrari printr-un document dat de Radu Paisie Voievod prin care întărește “ocină” în Pietrari pentru “Negomir și fratele său Coman”:
“ 7044 iunie 23
Din mila lui Dumnezeu, Io Radu Voevod și domn a toată țara Unguro-Vlahiei, fiul preabunului și marelui Radu Voevod:
Dă domnia mea această poruncă a domniei mele lui Negomir și fratelui lui Coman și cu fiii lor, câți le va lăsa Dumnezeu, ca să le fie ocină în Pietrari, pentru că au cumpărat de la Stan pentru 260 aspri și iarăși au cumpărat de la Albu pentru 260 aspri și iar au cumpărat de la Stoica pentru 250 aspri, și iar au cumpărat de la Stanislav pentru 300 aspri și iar au cumpărat de la Vladu pentru 150 aspri și iar au cumpărat de la fratele lui Oprea pentru 80 aspri și iar au cumpărat de la Stanislav pentru 8°0 aspri și iar au cumpărat de la Radu pentru 80 de aspri însă din matca râului până în Valea Mare și între iazul lui Cârstian. Și iar au cumpărat de la Radu pentru 120 aspri, 2 fălci, și iar au cumpărat de la Stoica o falcă pentru 90 aspri și iar au cumpărat de la Stan un loc pentru 55 aspri, iar apoi s-a rădicat Negomir și cu fratele lui Coman de au schimbat cu Radu ot Pietrari și cu frații lui. Astfel i-au dat locul din jos de Valea Ursului iar Radu și cu frații lui au dat lui Negomir și fratelui său Coman locul din sus de Valea Ursului, ocină pentru ocină și în câmp și în munte și în toate.
Și iar a dat domnia mea lui Micleuș și fratelui lui Dumitru ca să le fie ocină în Pietrari, partea lui Negomir oricât se va alege partea lui, pentru că au cumpărat-o pentru 400 aspri … Și iar a dat domnia mea lui Radu și cu fratele lui Dumitru, ca să le fie în Pietrari partea lui (…) din Valea Ursului, pentru că au cumpărat-o cu 440 aspri.
Și să le fie din partea lui Radu jumătate pentru că au cumpărat pentru 60 de aspri. Și au dat domniei mele calul.”
(“Documente privind istoria României”, B.Țara Românească, sec. XVI, vol. II, pag. 210–212)
În document apare menționat numele voievodului Radu care este de fapt domnitorul Radu Paisie întâlnit la 1536 în documentele privitoare la Țara Românească. De asemenea, alte documente emise la 1542 (Radu Voievod), 1557 (Pătrașcu cel Bun Voievod), 1578-1581 (Mihnea Turcitu Voievod) ne dovedesc existența în aceste locuri a unei așezări stabile.
Suprafața localității Pietrari este de 1947 ha. iar numărul locuitorilor la sfârșitul anului 2004 a fost de 3302.

## Geografie
Comuna Pietrari este așezată în partea central-nordică a județului Vâlcea, în zona treptelor înalte ale dealurilor Subcarpaților Getici, pe ambele părți ale cursului mijlociu al Otăsăului (afluent al Bistriței vâlcene, în cadrul depresiunii Otăsău, depresiune ce se încadrează în Depresiunea Subcarpatică Olteană). Centrul civic al localității se situează la întretăierea paralelei de 45°6'22" latitudine nordică cu meridianul de 24°6’30” longitudine estică.
Teritoriul comunei se învecinează cu următoarele localitați:
- la est cu comuna Stoenești, satul Bârlogu, de care o desparte un hotar convențional axat pe culmea Dealului Mare;
- la sud cu comuna Păușești-Otăsău de care o desparte un hotar convențional ce traversează pârâul Otăsău și ajunge spre est până în Dealul Govorei, iar spre vest până în punctul numit “Valea Mare”;
- la vest cu comuna Tomșani, hotar convențional ce începe din punctul “La Lac” și merge pe culmea Dealului Tomșani în direcția SE-NV pe o lungime de 1730 m până în movila din Valea Bună (numită și Măgură);
- la nord se delimitează de comuna Bărbătești (satele Bârzești și Negrulești) de care o desparte un hotar convențional în lungime de 1750 m ce începe din punctul “Răduț”, merge până în piscul Chicirlă, iar de aici, pe o linie sinuoasă, până în matca pârâului Otăsău”(“Cartea de hotărnicie a satului Pietrari de Sus de la 1901”).

### Relieful
Relieful comunei este deluros, la nord fiind format din dealurile: Spinete, Vârtoapă, La Râpi si Măgura; la vest–Dealul Tomșanilor și al Foleștilor care se continuă spre sud cu Coastele Cernei; la est-Dealul Mare. Din Dealul Tomșanilor se desfac spre est dealurile inferioare: Calea Dealului, Culmea Lacului, Jaroște, Aninișul, Ogrăzile, Dealul lui Gucă și Dealul Motești. Altitudinea absolută a acestor dealuri variază intre 330 m în punctul “După Pisc” și 420 m în punctul “La Nițu “, ajungând la 540 m în punctul “Sub Față”. Valea și Lunca Otăsăului, ce traversează șerpuitor localitatea, întregesc relieful acestei așezări. Ca aspect general valea este asimetrică, mai abrupt fiind malul drept care în cea mai mare parte se sprijină pe dealuri, în timp ce malul stâng este plat pentru că este săpat în depozitele ultimei terase a pârâului. Lunca Otăsăului este destul de bine dezvoltată în special la nord și la sud, spre zonele de intrare și ieșire a Otăsăului din localitate. Desfășurarea luncii se face pe o lungime de 3,5 km și cu o pantă de 15 m. În lungul Văii Otăsăului se disting forme de relief care trasează evoluția anterioară a acesteia, respectiv terasele.
Râul Otăsău are trei terase care sunt bine dezvoltate pe partea stângă până sub Dealul Mare, lățimea acestora ariind între 30 și 200 m în partea centrală și sudică.

### Clima
Climatul este moderat, de adăpost, cu o temperatură medie anuală de 8-9 grade Celsius. Vânturile sunt de tip neregulat, ele fiind reținute de dealurile ce adăpostesc localitatea ca într-o căldare, asigurând o climă blândă. Vânturile dominante sunt cele dinspre N și S, ele înfiltrându-se în lungul albiei Otăsăului. Tot ca o condiționare a dealurilor înconjurătoare, vânturile nu produc pagube, intensitatea lor fiind scăzută, iar iarna nu se înregistrează geruri prea mari. Acest fapt este demonstrat și prin aceea ca pârâul Otăsău, deși cu debit scăzut, iarna nu îngheață complet niciodată.

### Apele
Râul Otăsău, afluent pe stânga al Bistriței vâlcene, izvorăște de sub Vf. Vânturarița al Munților Buila din Masivul Căpățânii și se varsă în Bistrița, lângă satul Săreni. Lungimea sa totală este de 28 km iar suprafața bazinului său hidrografic este de 106 kmp. Acest pârâu străbate comuna pe o lungime de 3,5 km și colectează toate apele de pe teritoriul comunei: Valea Sărată, Vâlceaua Radului, Valea Cârții și Valea Bradului care se unesc vărsându-se în Otăsău sub numele de Valea Sărată; mai la sud, între Dealul Motești și Dealul Cârlige curge Valea Manta. Dealurile comunei Pietrari sunt acoperite în parte cu păduri de foioase ( fag, stejar, paltin, frasin, mesteacăn ). Terenul arabil, de categoria a V-a, dând o cantitate neîndestulătoare de cereale, locuitorii s-au obișnuit să se aprovizioneze din regiunile de câmpie, prin schimb cu fructe sau cartofi, fapt ce a dus la dezvoltarea cărăușiei. Solul este argilos făcând parte din clasa argiluvisoluri, tipul de sol fiind brun-roșcat de pădure.

## Demografie
Componența etnică a comunei Pietrari
     Români (95,16%)
     Alte etnii (0,11%)
     Necunoscută (4,72%)
Componența confesională a comunei Pietrari
     Ortodocși (94,07%)
     Alte religii (0,91%)
     Necunoscută (5,02%)
Conform recensământului efectuat în 2021, populația comunei Pietrari se ridică la 2.647 de locuitori, în scădere față de recensământul anterior din 2011, când fuseseră înregistrați 2.881 de locuitori. Majoritatea locuitorilor sunt români (95,16%), iar pentru 4,72% nu se cunoaște apartenența etnică. Din punct de vedere confesional, majoritatea locuitorilor sunt ortodocși (94,07%), iar pentru 5,02% nu se cunoaște apartenența confesională.

## Politică și administrație
Comuna Pietrari este administrată de un primar și un consiliu local compus din 11 consilieri. Primarul, Nicolae Moraru[*], de la Partidul Național Liberal, este în funcție din 2004. Începând cu alegerile locale din 2024, consiliul local are următoarea componență pe partide politice:
|  | Partid                          | Consilieri | Componența Consiliului | Componența Consiliului | Componența Consiliului | Componența Consiliului | Componența Consiliului | Componența Consiliului |
|  | ------------------------------- | ---------- | ---------------------- | ---------------------- | ---------------------- | ---------------------- | ---------------------- | ---------------------- |
|  | Partidul Național Liberal       | 6          |                        |                        |                        |                        |                        |                        |
|  | Partidul Social Democrat        | 2          |                        |                        |                        |                        |                        |                        |
|  | Partidul Ecologist Român        | 1          |                        |                        |                        |                        |                        |                        |
|  | Alianța pentru Unirea Românilor | 1          |                        |                        |                        |                        |                        |                        |
|  | Diaconu Viorel-Constantin       | 1          |                        |                        |                        |                        |                        |                        |

## Cultura

### Biserici din localitate
Monumentul istoric Schit ce poartă hramul “Buna Vestire”, ridicat de Climent, episcopul Râmnicului și al Noului Severin, la mijlocul veacului al XVIII-lea . Tradiția spune că biserica a fost ridicată pe o moșie a părinților săi, construită la începuturi din lemn și metoh al mănăstirii Bistrița, aflată în ruină la moartea tatălui și a mamei sale. Lăcașul a fost reconstruit în același loc sub isprăvnicia fraților lui Climent - Popa Mihul și Simion Vătășelul.
Pisania săpată în piatră deasupra intrării, în pronaos, are următorul text: “Această sfântă și dumnezeiască biserică, întru care se cinstește și se prăznuiește blagoveșteniile Prea Sfintei de Dumnezeu Născătoare și Pururea Fecioară Maria, care din temelia ei este zidită și cu toată cheltuiala părintelui chir Climent, Episcop al Râmnicului și Noului Severin, la curgerea anilor 7250 (1742) în luna lui Aprilie 26, ispravnic fiind chir Ilarion, proegumenul Bistriței.” Se pare că datarea din pisanie ar fi eronată, găsindu-se o altă dată, anul 1728, în “Cronica Episcopiei Râmnicului”, fila 15 (recto), doc.1, unde se menționează construirea schitului de către Climent și frații săi, împreună cu “casele de piatră” de aici, înzestrând-o cu moșie și vii și dobândind pentru ea unele privilegii de la domni, așa cum se precizează în “Cronica Episcopiei Râmnicului”, fila 16, scv. in Biserica Ortodoxă Română, III, pag.II.
Al doilea monument pe care îl prezentăm este o biserică din lemn, care, datorită vechimii ei, și-a pierdut și hramul.
Ea se află in Pietrari de Jos, în curtea bisericii de zid cu hramul “Cuvioasa Paraschiva”. Biserica este de tip navă, cu pridvor mic, susținut de stâlpi de lemn și are o singură cameră cu funcție de naos și pronaos. Tradiția istorică spune că monumentul a fost ridicat în ultima parte a veacului al XVIII-lea de către moșnenii din sat; credem însă că la această dată a fost refăcut altarul din zid, iar ca tipologie, monumentul se înscrie în clasa bisericilor din lemn, de la sfârșitul veacului al XVI-lea, începutul veacului al XVII-lea.
Biserica veche din Pietrari de Sus, construită la 1865 în timpul domnitorului Al.I.Cuza, cu următoarea pisanie: “Acest sfânt și dumnezeiesc monument s-au rădicat în zilele preaînălțătorului nostru domn Alexandru Ioan Cuza, cu blagoslovenia preasfinției sale episcopul Râmnicului Vâlcii și Noului Severin, de D.D. Calinic la anul de la Hristos 1865, cu cheltuiala R.R. lui Hristos Toma Ereu cu Marica Creița, Dumitru Ereu, Constantin Ereița și Radu Ereu…”
Biserica nouă din Pietrari de Jos, cu hramul Cuvioasa Paraschiva, construită în anul 1907. Pisania acesteia este următoarea: “Această sf. Biserică parohială cu hramul “Cuvioasa Paraschiva” s-au clădit din temelie cu stăruința și cheltuială preotului paroh Ștefan Popescu ajutat fiind și de alți binevoitori creștini în al X-lea an de pastorie al P.S. sale părintelui episcop D.D.Atanasie. În anul mântuirei 1907”.
Biserica nouă din Pietrarii de Sus, construită la 1922, care are următoarea inscripție în pisanie: “Această Sf. Biserică Parohială cu hramul Sf.Voievozi s-au clădit din temelie prin stăruința preotului paroh G.Nicolaescu și a epitropilor Toma I.Cazacu, Ioan Popescu și alți enoriași și cu cheltuiala tuturor enoriașilor și alți pioși creștini în al II-lea an de păstorire al P.S. Sale părintelui Episcop D.D. Vartolomeu în anul mântuirei 1922.” Pictura acestei biserici a fost executată de pictorul I.Dogărescu în anul 1920.
La 26 mai 1996 se sfințea Biserica cu hramul Sf. Nicolae din Anghelești (Cărpiniș), sub îndrumarea preotului Manu Gheorghe (decedat) și prin sprijinul primarului din acea vreme și a sponsorizărilor primite de la S.C.OLTCHIM S.A. și S.C. HOREZU’93.
Între anii 1990 și 1997 au fost construite 7 troițe și 3 fântâni publice. O troița având hramul Sf. Mihail și Gavril a fost donată în 1996 Muzeului Satului București; anual delegații din localitate participă la hramul acestei troițe ce se organizeaza la Muzeul Satului.

### Școlile din localitate
Prima școală apare menționată la 1836 în Pietrari de Jos, fiind atestată documentar într-un document al Eforiei Școalelor 
care este de fapt un tabel cu școlile din județ la anul 1836, descoperit de Ion Soare, fostul director al filialei Vâlcea 
a Arhivelor Statului, tabel în care este menționată și școală din Pietrari; în 1842 Dumitru Maharia, în vârstă de 19 ani, 
flăcău, fiu de preot apare ca învățător aici. 
În anul 1838, Nicolae Murgescu, fiu de birnic, era învățător în Pietrari de Sus. În același an la Școală Normală din 
Râmnic frecventau cursurile Ioan Moghinescu și Nicolae Murgescu, viitori dascăli din Pietrari de Sus și respectiv 
Pietrari. 
În Pietrari de Sus, din 1843 este menționat că învățător Toma Ciocescu, de 16 ani, însurat, fiu de birnic. 
Aceste date au fost culese din volumul “Din Istoria culturii și școlii din județul Vâlcea (sec.XVI – XIX) – Lista cu 
învățătorii și școlile existente în satele din Vâlcea în anii 1838-1843”. 
În anul 1857 școală din Pietrari funcționa într-un local “de nuiele” ce se găsea pe proprietatea boierului Ion 
Dinculescu; în 1862 se menționează că la aceeași școală cursurile erau frecventate de 13 copii, iar învățător era Zamfir 
Dumitrescu. 
În 1870 se construiește un local de școală corespunzător, în Pietrari, cu 2 săli de clasa, tot pe proprietatea lui Ion 
Dinculescu; în 1893 cursurile erau frecventate de 89 de copii. 
În urmă ordinelor trimise de minister și revizorat, în anul 1901 se construiește în Pietrarii de Sus ( și în 1906 în 
Pietrarii de Jos), un local de școală cu trei săli de clasa și cancelarie. La localul construit în Pietrari se va mai 
adaugă în 1929 o nouă sala (cea care este actualmente atelier) și se înființează oficial, cursul primar de 7 ani, 
frecventat de 174 elevi (Revizoratul Școlar Vâlcea, dosar 5/1907). 
Actul de inspecție făcut de revizorul G.Ionescu și datat 5 martie 1910, precizează: “La școală Pietrarele localul propriu 
e cu trei săli de clasă și cancelarie. Mobilierul e bunicel însă vechi; localul este bine întreținut; clasele se 
ventilează la timp. S-a înregistrat următoarea prezență la clase : la cls. I – 104 elevi, la cls.a ÎI-a – 84, iar la 
cls. a III-a și a IV-a nici un elev. În total erau 188 școlari. La clase s-a constatat că atât Țigănilă Gh. cât și 
Ioan N. Sosoaca dovedesc cunoștințe complete, elevii fiind buni.”( din “Școală din Pietrari la 170 de ani”) 
În 1926 se construia Școala din Pietrari de Sus cu 2 săli de clasă și o cancelarie; construcția a fost demolată în 1974. 
Între anii 1930-1940, respectiv în deceniul al IV-lea al sec al XX-lea, învățământul era organizat pe trimestre iar 
școala purta numele de “Școală Primară de 7 ani”; deceniul al V-lea din sec. al XX-lea (1941-1950), la prima vedere 
se caracterizează prin stabilitatea dascălilor, prin generalizarea învățământului de 7 ani, creându-se învățământul 
gimnazial și la sate în urma Reformei Învățământului din anul 1948, când învățământul se organizează pe alte baze și se 
desfășoară pe pătrare, până în anul 1955, iar notarea se făcea după sistemul sovietic cu note până la 5. Deceniul al 
VI-lea al sec . al XX-lea debutează la școala din Pietrari cu creșterea numărului de profesori specializați și prin 
punerea în practică a prevederilor Legii Învățământului Public din 1948 pe baza căreia se organizează la sate Școlile 
Elementare pe două cicluri: ciclul I care cuprindea clasele I-IV, că învățământ primar obligatoriu și gratuit și ciclul 
al ÎI-lea (clasele V-VII), de asemenea obligatoriu și gratuit, în care predarea se făcea de regulă de către profesori, 
pe specialități. Școala funcționa atât de dimineață cu clasele primare, cât și după amiază cu clasele V-VII. Această 
funcționare se datora și faptului că spațiul de școlarizare era format doar din 4 săli de clasă, care abia putea să 
cuprindă elevii al căror număr era în continuă creștere. 
În 1960 începe construirea unui nou local în Pietrari, cu cinci săli de clasă și cancelarie(care în 1961/1962 va fi 
dat în folosință), iar în 1964 termină prima promoție de absolvenți al școlii de 8 ani. 
În 1961, în baza unui Decret al Consiliului de Stat s-a trecut la înfăptuirea Școlii Generale de 8 ani; tot în acea 
perioadă se transmit în școli “Regulamentele Școlare” ce vor trebui aplicate în tot sistemul de învățământ din România. 
Pe baza aplicării prevederilor Decretului și Regulamentului, la școală din Pietrarii de Sus va funcționa numai ciclul I 
(clasele I-IV). 
La 5 noiembrie 1966, în urma unei inspecții se încheie un proces verbal în care se precizau următoarele: “baza materială 
a Școlii Pietrari este pe deplin asigurată prin cele 9 săli de clasă, prin laboratoarele de Fizică, Chimie și Biologie 
și prin existența camerei pentru material didactic; cursurile se desfășoară în două serii între orele 8 și 12, clasele 
I-IV și între 13 și 18, clasele V-VIII”. 
Localul Școlii din Pietrari de Sus, local în care școală funcționează și azi, a fost ridicat între anii 1969/1970 pe 
baza autorizației 172 din 29 IV 1968. 
În 1973 se începe construirea unei anexe cu două laboratoare la Școală Generală cu clasele I-VIII Pietrari. 
În 1981 se înființează treaptă întâi de liceu la Școală Generală Pietrari, care va fi desființată după 1989. 
În 1982 începe construirea unui nou local al Școlii Pietrari, construcție modernă, cu etaj și cu patru săli de clasă. 
În 1987 se înființează la aceeași școală, Școală Profesională Pietrari cu profil agricol care a funcționat până în 1989. 
În anul școlar 1990-1991 funcționau la Școala Pietrari clasa a IX-a seral și clasa a X-a seral, clase care începând cu 
anul școlar 1993/1994 se desființează. 
În prezent, în localitate funcționează în clădirile prezentate în material două școli: Școala cu clasele I-VIII Pietrari 
și Școala cu clasele I-IV Pietrari de Sus.

### Cămine Culturale
- Căminul cultural “Traian Dumitrescu”, înființat și afiliat F.R. în 1929, preotul paroh Ștefan Popescu fiind și directorul căminului; (Arhiva Pietrari)
- Căminul cultural din Pietrarii de Sus înființat în 1939, afiliat F.R., fostul paroh fiind președinte; (Arhiva Pietrari)
- Localul căminului cultural din Pietrari a fost construit după anul 1950 - pe temelia unei foste magazii de mărfuri ce      aparținea negustorului Chiliman; în acest local funcționează căminul cultural și azi. Localul căminului cultural din      Pietrarii de Sus s-a construit in 1957

### Sănătate
```
  Dispensarul uman din Pietrari, construit în 1985, este prevăzut cu trei cabinete: medicină generală, pediatrie, 
  stomatologie și o sală de tratament; în spațiul destinat inițial unei săli de nașteri funcționează în prezent un punct 
  farmaceutic.
  În Pietrarii de Sus a fost amenajat un spațiu în vechea primărie în care funcționează un punct sanitar
```

### Monumente
```
  Monumente ale eroilor căzuți în cele două războaie mondiale:
```

```
  * Monumentul Eroilor din Pietrari de Sus, clădit la 1932, întregit prin refacerea vulturului de pe vârful edificiului
    în anul 2005, prin contribuția colonelului în rezervă Gheorghe Giurcă; la 1 iunie 2006, de Ziua Eroilor, tot prin 
    contribuția domnului colonel și cu participarea organizației “Cultul Eroilor”, a fost montată o cruce în ciocul 
    vulturului și o plăcuță comemorativă;
```

```
  * Monumentul Eroilor din Pietrari, clădit la 1937.
```

```
  Nu se găsesc pe teritoriul localității muzee, case memoriale sau statui.
```

### Biblioteci
```
  * Biblioteci parohiale:

     ** biblioteca parohială a satului Pietrari-Bârlog, din 1936, care avea 100 volume; la acea dată cătunele 
        Schitu-Anghelești și Bârlog faceau parte din comuna Pietrarii de Jos.  În prezent satul Bârlog aparține comunei 
        Stoenești;
     ** biblioteca parohială Pietrarii de Jos, înființată din 1920, avea 120 volume.
     ** biblioteca parohială Pietrarii de Sus cu 520 volume si 13 cetitori. Nu se menționează anul înființării.
     Datele au fost găsite în Arhiva Primăriei Pietrari.
```

```
  * Biblioteca Publică Locală Pietrari:
```

```
  * Primul document care certifică existența unei biblioteci comunale în Pietrari este un proces-verbal încheiat la
    data de 19 aprilie 1936 (găsit în Arhiva Primăriei Pietrari) în care se specifică înființarea Bibliotecii Comunale 
    Pietrari ce va funcționa în cadrul Căminului Cultural “Traian Dumitrescu”. Se menționează că biblioteca la înființare
    are un număr de 200 volume, cărțile fiind donate de învățătorii Popescu Dumitru, Șoșoaca Gheorghe, Merișescu Constantin
    și Dinculescu I.Constantin, aceștia fiind inițiatorii înființării unei biblioteci în localitate.
```

```
  * Înainte de această dată, din informațiile culese de la localnici, se pare că funcționa o bibliotecă într-o căsuță
    cu două cămăruțe dispusă vis-à-vis de magazia de fructe a negustorului Chilibar; pe fundația acestei magazii a fost
    construit în anul 1950 Căminul Cultural “Traian Dumitrescu” în care a fost apoi mutată și îmbogățită biblioteca.
    După anul 1957, când s-a ridicat Căminul Cultural Pietrari de Sus, sediul bibliotecii a fost mutat într-una din 
    încăperi.
  În perioada 1948-1949, fără a exista documente care să menționeze aceste lucruri, se pare că domnul N.Gh.Popescu-Rebus
  a reușit să pună bazele înființării unei biblioteci școlare , fiind în acea vreme profesor de limba română la școala 
  din localitate.
```

```
  Postul de bibliotecar a cunoscut de-a lungul timpului perioade în care a funcționat cu jumătate de normă (dupa 1978,
  până în 1990). De asemenea, au existat perioade în care funcția de bibliotecar a fost îndeplinită de directorul Căminului
  Cultural Pietrari. Începând cu anul 1990 se reînființează post cu normă întreagă.
```

```
  Bibliotecari de-a lungul timpului :
```

```
  # Meșteru Alexandru :   1958-1960 ;
  # Berbecel (Mereșescu) I.Constantin :    1960-1961;
  # Cărțală Ghe.Gheorghe :     1961-1963;
  # Iana Georgeta :      1963-1965;
  # Mereșescu V.Elena :    1965-1966;
  # Cebuc Ionel :     1968-1970;
  # Dinca Natalia :    1970-1974;
  # Radu Aurelia :    1974-1977;
  # Ivan (Berbecel) Cornelia:    1977-1978;
  # Berbecel Ghe.Constantin:    1978-1979; 
  # Radu Aurelia(1/2 norma):    1979-1990; 
  # Popescu Crina :   1990-2009.
  * primul registru inventar poartă data primei înregistrari – 22.11.1968, când au fost înregistrate în R.I. un 
    număr de 2245 volume;
  * în perioada 1968-1978 numărul volumelor înregistrate a ajuns la 6078 vol.; între anii 1978-1988 se adaugă 
    alte 2342 volume, în 1989 se primesc 130 vol., în 1990 – 80 volume, iar între anii 1990-2000 vor fi înregistrate
    alte 1812 volume; la sfârșitul anului 2000 se găseau în bibliotecă 6496 volume, după toate casările și inventarierile 
    făcute în timp. În perioada 2001-2005 biblioteca a fost înnoită cu alte 609 volume procurate cu fonduri provenind din 
    bugetul local. La începutul anului 2006 biblioteca dispunea de un număr de 6978 volume (fiind casate între anii 
    2001- 2005, 206 vol.) și de un buget de 20 milioane lei pentru achiziție de carte. În anul 2006 au fost înregistrate 
    în registrul inventar 375 vol, ajungându-se la un număr de 7352 vol, iar în 2008 la 7859 vol.
```

```
  * date despre utilizatorii bibliotecii( începând cu anul 1968 și până în 1990) nu s-au păstrat în documentația găsită
    în bibliotecă în anul 1990, acestea aflându-se probabil în Arhiva Bibliotecii Județene deoarece la sfârșitul fiecărui
    an se cerea prezentarea situației statistice; începând cu anul 1991, situația a fost următoarea : 1991-numărul de
    utilizatori :235, numărul de volume eliberate:1635; 1992-numărul de utilizatori:323, numărul de volume eliberate:2023;
    1996-numărul de utilizatori:483, numărul de volume eliberate:3592; 1997-numărul de utilizatori:541, numărul de volume
    eliberate:3964; 1998-numărul de utilizatori:344, numărul de volume eliberate:2160; 1999-numărul de utilizatori:293,
    numărul de volume eliberate:2670; 2000-numărul de utilizatori:189, numărul de volume eliberate:1403; în anul 2000 
    biblioteca a funcționat începând cu luna septembrie a acelui an; anul 2002 – numărul de utilizatori:269, total documene
    difuzate: 3216, din care 200 volume consultate, frecvența anuală: 3040, 18 programe și 19 expoziții de carte     
    desfășurate în cursul anului, la care au participat 895 persoane; anul 2003 – numărul de utilizatori: 295, total 
    documente difuzate:2881, din care 77 consultate, frecvența anuală: 1714, 23 programe si 17 expoziții de carte la care
    au participat 1075 persoane; anul 2004 – numărul de utilizatori: 363, total documente difuzate:3322, din care 182 
    volume consultate, frecvența anuală: 2203, 27 programe și expoziții de carte, numărul de participanți:1029; anul 2005 
    – numărul de utilizatori: 466, total documente difuzate:3736, frecvența anuală:2588, 32 programe și acțiuni organizate
    în colaborare cu alte instituții sau independent de acestea la care au participat 1518 persoane. Anul 2006 – 342 
    cititori, 5022 volume eliberate către cititori. Anul 2008 – 436 cititori, 3986 volume eliberate cititorilor. Lipsesc
    din această prezentare unele date deoarece nu s-au păstrat în bibliotecă, cu toate că au fost trimise către Biblioteca
    Județeană.
```

```
  * Între anii 1961-1978 se desfășurau unele activități în cadrul cercurilor de citit organizate pe circumscripții 
    electorale; nu au existat case de citit.
```

```
  * Din activitățile ce s-au desfășurat în cadrul bibliotecii începând  cu anul 1991: prezentarea noutăților achiziționate 
    (atât prin liste bibliografice cât și prin prezentarea volumelor), spectacole pregătite de bibliotecar dedicate unor 
    evenimente istorice sau culturale, “Clubul curioșilor”(înființat în 1994), “Cercul rebus N.Gh.Popescu-Rebus”(1994), 
    participare la pregătirea și desfășurarea manifestării tradiționale “Hora costumelor”, concursul “Tinerețe fără 
    bătrânețe”, “EMINESCIANA”, “I.L.CARAGIALE”, expoziții și prezentări de carte dedicate diferiților scriitori, activități
    de cercetare și documentare - “CRONICA LOCALĂ”, “MONOGRAFIA COMUNEI PIETRARI”, “ȘCOALA DIN PIETRARI LA 170 DE 
    ANI”, “SCHIȚA MONOGRAFICĂ A BIBLIOTECII PUBLICE LOCALE PIETRARI”, “FIȘIERUL PERSONALIA”, “BIBLIOGRAFIA LOCALĂ”, 
    lansĂri de carte, editarea unei foi volante numită “VOUĂ”, inițierea și colaborarea cu diferite publicații locale sau 
    județene: revista școlii -“Muguri de lumină”, revista “Otăsău” din Păușești-Otăsău, revista “Realitatea” a Căminului 
    Cultural Pietrari, revista “Casa Cărții” a Bibliotecii Județene “Antim Ivireanul” Rm.Valcea, cu ziarul local “Viața 
    Vâlcii”; “Dimineți de basm”, “Programul de vacanță al bibliotecii”,“Mărțișor vâlcean”, activitate desfășurată la 
    Biblioteca Județeană Antim Ivireanul din Rm. Vâlcea, “Ziua femeii”, “Ziua Bibliotecii Publice Locale Pietrari”, 24-30 
    aprilie-“Săptămâna promovării bibliotecii locale”, “Zilele literaturii pentru copii”, “Ziua cititorilor 
    pensionari”, “Ziua tradiției”, “Ziua Eroilor”, ”Cercul de pictură pe sticlă” (înființat în 2005), “Să ne pregătim 
    pentru lecții la…bibliotecă”, “Educație prin lectură”, “Calculatorul pe înțelesul tuturor” – curs de utilizare a 
    calculatorului, lecții de geografie, literatură, biologie, susținute în bibliotecă; participarea la Concursul “Cea mai 
    bună bibliotecă publică locală din județul Vâlcea” unde s-au obținut următoarele rezultate: la prima ediție a 
    concursului – locul I la faza interlocalități; la ediția a II-a –locul I (centru Pietrari); întocmirea unei părți din 
    catalogul sistematic și a unei părți din catalogul alfabetic, dar și înregistrarea în format electronic, în programul
    T-LIB; pregătirea de către bibliotecar a echipelor de recitatori, de teatru și de dans modern; întocmirea de recenzii 
    ale diferitelor volume la cererea cititorilor; întocmirea unor hărți literare și a unor planșe care prezintă date 
    selective despre localitate; amenajarea noului spațiu destinat bibliotecii și dotarea acesteia cu un calculator,etc.
```

```
  === Ziare, reviste ===
```

```
  * foaia volanta “VOUA”, apărută la inițiativa bibliotecii în iunie 2001;
```

```
  * revista școlii din Pietrari - “Muguri de lumină”, apărută în octombrie 2001, cu sprijinul editurii Offsetcolor;
```

```
  * revista “Realitatea”, publicație lunară de informație editată de Căminul Cultural Pietrari, cu sprijinul editurii 
    Offsetcolor și a Centrului Județean pentru Conservarea și Promovarea Culturii Tradiționale Vâlcea, aparută în martie 
    2005.
```

```
  * Revista “Petale de lumină”, editată de Biblioteca Publică Locală Pietrari
```

### Cluburi
```
  * în afara celor menționate în materialul ce prezintă activitatea bibliotecii, în localitate a funcționat un 
    “Club al pensionarilor”.
```

```
  * Cenacluri literare și de artă – nu funcționează în prezent în Pietrari; a funcționat la nivelul Școlii Pietrari
    un cenaclu literar condus de profesorii de literatură prin anii 1978-1979.
```

### Tradiții, obiceiuri, meșteșuguri
```
  * obiceiuri de iarnă : “La colindeți”, “Plugușorul”, “Sorcova”, “Capra”, “Steaua”; “Ghicitul alesului”;
```

```
  * obiceiuri de primăvară: “Aolică măre”, “Dragobetele”;
```

```
  * obiceiuri de vară: “Moșii de vară” și în trecut, “Paparuda”;
```

```
  * obiceiuri de toamnă: clăcile la care se curăță porumbul cules de pe câmp;
```

```
  * obiceiuri legate de viața omului: la nașterea unui copil – “Ursitorile”, “Datul la grindă”, “Retezul moțului”;
    la nunta – “Pețitul miresei”, “Fedeleșul”, "Oracolul de nuntă", “Cântecul miresei”, “Jocul bradului de nuntă”,
    “Vărsatul vedrei cu apă de către mireasă”, “Cântecul mirelui la barbierit”, “Primirea miresei la soacră”, 
    “Furatul miresei”,etc.; la  moarte – bocete improvizate.
```

```
  * Mestesuguri:
```

```
     ** dogăritul, dulgheria, tâmplăria, pietrăritul, zugrăvitul, care faceau parte din meșteșugurile bărbătești;
     ** cusutul și țesutul textilelor de interior și al portului popular, care făceau parte din meșteșugurile femeiești.
```

```
  * “HORA COSTUMELOR” / SĂRBĂTOAREA PORTULUI POPULAR – manifestare tradițională ce se desfășoară în localitate începand 
     cu anul 1970, în ziua Bâlciului Floriilor.
```

```
     Inițiativa de a organiza un concurs și o paradă a portului popular vâlcean a fost stimulată de un fapt binecunoscut 
     în tradiția vechilor sate vâlcene: primăvara fiecare fată ieșea la horă cu costumul lucrat în nopțile lungi ale iernii 
     și astfel hora satului devenea un cadru prielnic pentru etalarea hărniciei, priceperii și talentului în arta de a țese 
     și a coase. Iată de ce și numele acestei manifestări artistice și culturale este “HORA COSTUMELOR”(ce a ajuns la 
     a XXXVIII-a ediție). Chiar și data la care are loc acest concurs este semnificativă, în Duminica Floriilor, simbol
     al primăverii și al renașterii la viață a naturii după îndelungata iarnă. Edițiile acestei  tradiționale manifestări,
     de-a lungul timpului s-au împletit cu alte manifestari culturale : prezentarea de noutăți editoriale vâlcene 
     cu profil etnografic si folcloric, expoziții de carte, medalioane literare, colocvii, șezători, etc.
```

```
  * "Creatori populari premiați de-a lungul vremii" :
    Radu Olimpia, Silvia Vețeleanu, Anica David, Tîlciu Zenovia, 
    Eugenia Marinoiu, Maria Mitroi, Pavelescu Ioana, Berbecel Elena, Sitaru Victoria, Popescu Maria, Ceprezaru Simona, etc.
```

```
    În cadrul Căminului Cultural Pietrari activează Ansamblul cultural-artistic “Moștenitorii” condus de dl. Diaconu 
    Constantin, care participă la diferite festivaluri din județ și din țară.
```

## Economia
```
  === Asociatii economice, firme, cooperative ===
```

```
  Pe teritoriul localității Pietrari sunt organizate și iși desfășoară activitatea 26 agenîi economici din care : 
  cu capital privat (inclusiv AF) – 25 unități și proprietate de grup (cooperație) – 1 unitate
  Funcționează 2 mori (Moara COMFER si Moara Burtan) și 2 brutării (Brutăria COOP-1972 si Brutăria COMFER –1999)
  Principala activitate, dar și sursă de venit pentru locuitorii comunei Pietrari o constituie agricultura și 
  creșterea animalelor: 
  
  1.Agricultura
```

```
    Suprafețele de teren de care dispune comuna sunt următoarele:
    - teren arabil		412 ha 
    - pășune		        281 ha 
    - fânețe		        430 ha 
    - livezi  		        320 ha 
    - păduri		        329 ha 
    - drumuri		         43 ha 
    - ape		         28 ha 
    - terenuri nefolosite 	  5 ha
```

```
    Efectivele de animale la finele anului 2008 se prezentau astfel:
    -	Bovine	           436 capete 
    -	Cai		   163 capete
    -	Ovine		   128 capete
    -	Caprine	           106 capete
    -	Porci		   830 capete
    -	Păsăricca.        6000
    -	Familii de albine  470   
```

```
   2. Mica industrie.
      Pe teritoriul localității Pietrari își desfășoara activitatea 32 agenți economici din care 25 unități particulare 
      și o unitate proprietate de grup (cooperație). În comună funcționează 2 mori (Moara COMFER și Moara Burtan și 2 
      brutării: Brutăria COOP-1972 și Brutăria COMFER-1999.
```

```
   3. O altă activitate ce se desfășoară în comuna Pietrari e reprezentată de schimbul de mărfuri și comerț.
      Comerțul practicat de producătorii agricoli și micii meseriași este destul de activ la anumite date din an, 
      când în zonă sau în împrejurimi au loc bâlciuri anuale și târguri săptămânale. 
      Un alt comerț care se practica de către locuitori comunei este un comerț ce privește mai mult schimbul de mărfuri
      în natură (de tip “troc”). În acest scop încarcă căruțele sau, mai nou, remorcile mașinilor cu mere, pere, prune 
      uscate, cartofi, piatră de var arsă, sare, țuică de prune și alte produse, pe care le schimbă în localitățile 
      din sudul țării pe cereale, îndeosebi porumb și grâu.
      Se practică acest lucru mai ales toamna și la începutul primăverii. Durata acestei călatorii variază în funcție 
      de mijlocul de transport, de la 1-7 până la 13-14 zile. Această activitate este rentabilă, iar locuitori comunei
      sunt vestiți datorită acestui “negoț”, ea devenind o activitate tradițională în zonă.
```

### Targuri traditionale
```
  * din anul 1993 a fost înființat în localitate un târg săptămânal, ce se desfășoara în zilele de duminica și care 
    aduce mari beneficii și înlesniri atât locuitorilor din localitate cât și celor din comunele învecinate;
  * bâlciul de Florii – in luna aprilie;
  * bâlciul de Sfântul Ilie – 20 iulie;
  * bâlciul de Sfântul Dumitru – 26 octombrie;
    Cele două bâlciuri, bâlciul de Florii și respectiv bâlciul de Sfântul Dumitru se desfășoară în localitate începând
    din anul 1906.
```

## Personalități
- Scriitori:
  - Ion Scurtu; Mihail Buricea (poet și Prof. Univ. Dr. Ing. la Facultatea de Automatică, Calculatoare și Electronică a Universității din Craiova)
  - N. Gh. Popescu-Rebus (profesor de literatură și publicist)
  - Cornel Moraru (critic literar și gazetar); Merișescu Gheorghe (muzicolog).
  - I. D. Pietrari, scriitor și poet[9], pe numele adevărat Iosif C. Dumitrescu
- Tipografi și cronicari: Dionisie Eclesiarhul; Climent
- Actori: Sorin Dinculescu (actor la Teatrul Masca)
- Doctori într-un domeniu socio-uman: Nicolae David (prof.dr. A.S.E. București, decedat în august 2002); Ion Pană (prof. univ. dr. la A.S.E. Craiova); Mihail Buricea (Prof. Univ. Dr. Ing. la Facultatea de Automatică, Calculatoare și Electronică a Universității din Craiova); Ileana Zmeu (prof. univ. dr. Departamentul Matematica al Universitații de Științe Agricole si Medicina Veterinara București)

## Aparatul administrativ al localității
- primar: Moraru Nicolae;
- viceprimar: Tanasie Ion; [10]
- secretar: Mohora Gheorghe; [10]
- Consiliul Local Pietrari: Diaconu Constantin, Chița Gheorghe, Neghină Toma, Țepuși Radu, Barbu Valerian, Apostolescu Teodor, Pană Ion, Tudosescu Adrian, Mereșescu Constantin, Tănasie Ion, Roată Constantin, Pătrașcu Adrian,Motea Silviu.